# تغییر سیاسی میئو

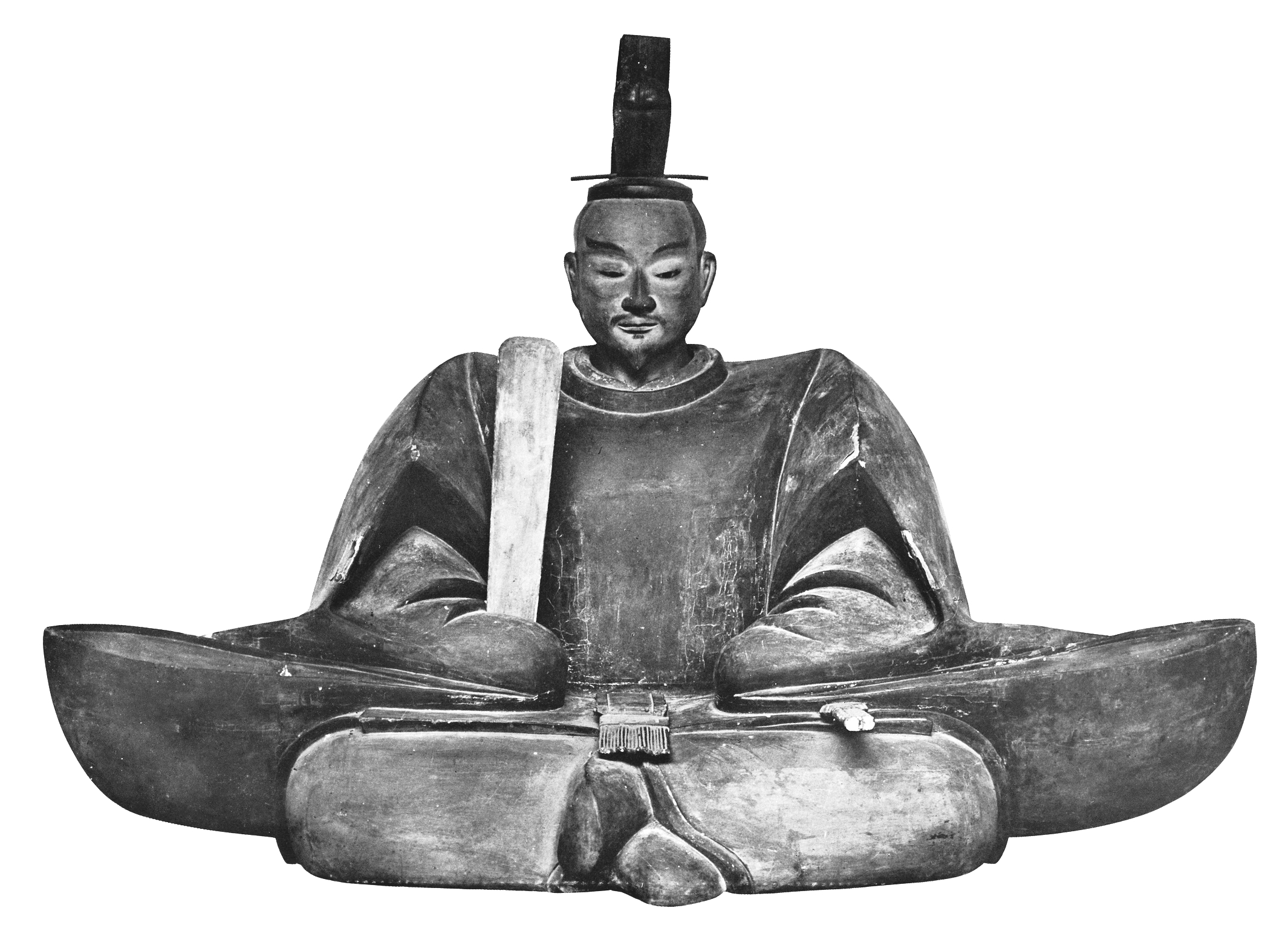
آشیکاگا یوشی‌تانه

تغییر سیاسی میئو (به ژاپنی: 明応の政変)، کودتای میئو حادثه‌ای سیاسی بود که در ماه چهارم از سال دوم میئو مطابق با ۱۴۹۳ در ژاپن به وقوع پیوست. در این حادثه هوسوکاوا ماساموتو دهمین شوگون از شوگون‌سالاری آشیکاگا، آشیکاگا یوشی‌تانه (در طول سال‌های ۱۵۰۸ تا ۱۵۲۱ در دوره موروماچی بر ژاپن حاکم بود) را با توسط به نیروی نظامی برکنار کرد و آشیکاگا یوشی‌زومی را بر جای او به شوگونی نشاند.
پس از این واقعه نیروهای نظامی بر دو بخش طرفدار آشیکاگا یوشی‌تانه و طرفدار آشیکاگا یوشی‌زومی تقسیم شدند. محقق تاریخ ژاپن سوزوکی ریوایچی ja:鈴木良一 (歴史学者) این واقعه را سرآغاز جنگ‌های داخلی ژاپن یا دوره سنگوکو می‌داند.

## آتش زدن کوه هیئی (۱۴۹۹)
در تغییر سیاسی میئو توسط هوسوکاوا ماساموتو مقام شوگونی از آشیکاگا یوشی‌تانه گرفته شد و به یازدهمین شوگون آشیکاگا یوشی‌زومی داده شد. آشیکاگا یوشی‌تانه از کیوتو گریخت و هنگامیکه به ولایت اتچو وارد شد، معاون هاتاکه‌یاما هیسانوبو به استقبال وی آمد. هاتاکه‌یاما هیسانوبو فرماندار ولایت اتچو، ولایت کی و ولایت کاواچی بود و از آشیکاگا یوشی‌تانه طرفداری می‌کرد. بعد از آن فرماندار ولایت کاگا و فرماندار ولایت اچیزن نیز به طرفداری از شوگون دهم برخاستند و عزم حمله به کیوتو را کردند. هنگامیکه معبد انریاکو در کیوتو نیز به آنان پیوست، هوسوکاوا ماساموتو تصمیم گرفت به این معبد حمله کند. وی به دو تن از ملازم خود آکازاوا توموتسونه و هوکابه مونه کازو دستور آتش زدن معبد انریاکو را داد. آتش زدن کوه هیئی در ۱۱ اوت سال ۱۴۹۹ میلادی توسط هوسوکاوا ماساموتو انجام شد.
همچنین وی توانست سپاه مشترک شوگون دهم و هاتاکه‌یاما هیسانوبو را شکست دهد و از حلقه محاصره بگریزد. معبد انریاکو دوباره در سال ۱۵۱۸ بازسازی شد.